# Arapapá
Garça-de-bico-largo ou arapapá (Cochlearius cochlearius) é uma ave pelecaniforme, paludícola, da família dos ardeídeos presente em quase toda a chamada América tropical. Tais aves medem cerca de 54 cm de comprimento, com plumagem cinza. Também é conhecido pelos nomes de arataiá, arataiaçu, colhereiro, savacu, socó-de-bico-largo e tamatiá.

## Taxonomia
Em 1760, o zoólogo francês Mathurin Jacques Brisson incluiu uma descrição do arapapá em sua publicação Ornithologie, tendo como base um espécime coletado na Guiana Francesa. Brisson referiu-se à espécie com o nome francês La Cuillière e o latino Cochlearius. O zoólogo colocou a espécie em um novo gênero Cochlearius (com o mesmo nome da espécie). Quando em 1766 o naturalista sueco Lineu atualizou sua publicação Systema Naturae, em sua décima segunda edição, adicionou 240 espécies que haviam sido previamente descritas por Brisson, uma das quais o arapapá. Lineu incluiu uma breve descrição, cunhando o nome binomial Cancroma cochlearia e citou o trabalho de Brisson.
Embora Brisson tenha cunhado nomes latinos, eles não estão em conformidade com o sistema binomial e não são reconhecidos pela Comissão Internacional de Nomenclatura Zoológica (ICZN). No entanto, Brisson também introduziu nomes para gêneros, que são aceitos pelo ICZN. Atualmente o arapapá é colocado no gênero aferido por Brisson e tem o tautônimo Cochlearius cochlearius. O nome Cochlearius origina-se do latim cocleare, coclearis ou cochlearium, que significa "colher em forma de concha de caracol".
Há cinco subespécies reconhecidas:
- C. c. zeledoni (Ridgway, 1885) – oeste do México;
- C. c. phillipsi Dickerman, 1973 – leste do México e Belize;
- C. c. ridgwayi Dickerman, 1973 – sul do México a Honduras;
- C. c. panamensis Griscom, 1926 – Costa Rica e Panamá; e
- C. c. cochlearius (Linnaeus, 1766) – norte e centro da América do Sul.

## Descrição
O arapapá pode chegar a medir 54 cm (21 in) de comprimento. Pode viver 20 anos. Os adultos possuem cor cinza claro a branco, com abdomens castanhos e flancos pretos. O bico maciço, largo e em forma de concha, que dá origem ao nome desta espécie, é principalmente preto. Também é adornado com uma crista que acredita-se ser usada na atração de parceiros, pois é maior nos machos. Os sexos são semelhantes na aparência, sendo as principais diferenças que as fêmeas são ligeiramente menores, mais grisalhas e têm cristas mais curtas do que os machos. Os filhotes recém-nascidos têm pele verde-amarela, com as partes superiores cobertas por penas cinzentas. Seu bico superior é preto e eles possuem pernas verde-amarelas. Os jovens são mais escuros do que os adultos e não têm crista.

## Distribuição e habitat
A espécie varia do México ao Peru, Brasil e nordeste da Argentina. São aves não migratórias que tendem a viver em lagoas e estuários sazonais, e nidificam em manguezais.

## Comportamento e ecologia

### Reprodução
A espécie se reproduz durante a estação chuvosa e registrou-se que produzem duas ninhadas durante este período, lançando sua primeira ninhada em fevereiro, durante o final da estação seca. Os tamanhos de suas ninhadas variam de dois a quatro ovos, com mais ovos sendo postos durante o primeiro período de nidificação do que no segundo. Geralmente nidificam em colônias, mas foram observados nidificando solitariamente. A perturbação humana pode levar a uma diminuição no sucesso reprodutivo, pois as aves tendem a evitar o contato humano e abandonarão os ninhos se necessário.

### Alimentação
O arapapá se alimenta de camarões e pequenos peixes como Dormitator latifrons, uma espécie de góbio dorminhoco. Tende a forragear em riachos vegetativos, águas rasas e lagoas. Ao forragear em riachos, usa galhos baixos e raízes de mangue para ficar sobre a água. Em tanques, caminha lentamente na água até 10 cm (4 in) de profundidade ou procura alimentos perto da borda da água. Para capturar suas presas, ataca os peixes ou cava a superfície da água com seu bico, que é moldado exclusivamente para este método de captura. Além disso, foi observado usando duas técnicas de alimentação diferentes: em pé e perseguindo lentamente a presa, ou perturbando a água e perseguindo a presa. Alimenta-se à noite e observaram-se aves deixando o poleiro 30 minutos após o pôr-do-sol para se alimentar. Foi observado que não se alimenta quando uma fonte de luz está presente, como luz do dia, luar ou luz artificial. Um estudo levantou a hipótese de que, para procurar comida no escuro e em águas rasas e lamacentas, seu bico é sensível ao toque, o que o ajuda a sentir sua presa.

## Conservação
Em 2018, a União Internacional para a Conservação da Natureza (IUCN) o classificou como uma "espécie pouco preocupante". A IUCN observou que se trata de espécie com abrangência extremamente grande, assim, ainda que aparentemente sua população esteja diminuindo, acredita-se que tal declínio não é rápido o suficiente para enquadrar a espécie como mais vulnerável. A classificação de "espécie pouco preocupante" foi aferida em todas as listas anteriores publicadas desde 2004.